# Darwin, le dernier chapitre
Darwin, le dernier chapitre est un roman historique de Michel Moatti publié en 2024.

## Résumé
À la fin de l’année 1831, le navire d'exploration de la Royal Navy, le HMS Beagle, quitte Plymouth pour la Terre de feu et la Patagonie. À son bord, Charles Darwin, un jeune naturaliste à peine sorti de l'université de Cambridge. Il a été recruté pour servir de compagnon de mer et de conversation au commandant Robert FitzRoy, sujet à la mélancolie et aux pensées dépressives. Peu à peu, une atmosphère mystérieuse s’empare du vaisseau ; l'ombre du précédent commandant, Pringle Stokes, qui s'est suicidé à bord du Beagle lors de la mission précédente, plane sur le voyage. Darwin tombe malade,. Des événements inquiétants surviennent à bord et plusieurs marins disparaissent. Malgré la fièvre et les éléments contraires, Darwin recueille patiemment les données et spécimens qui lui permettront de concevoir sa théorie sur l'évolution des espèces vivantes.
Le roman est inspiré des carnets de Charles Darwin et du journal de bord du capitaine Fitzroy, tout en mettant en scène plusieurs personnages imaginaires.

## Prix
Darwin, le dernier chapitre a reçu le Prix Max-Gallo du roman historique 2024.